# Jonassjön
Jonassjön är en sjö i Älvdalens kommun i Dalarna och ingår i Dalälvens huvudavrinningsområde. Sjön har en area på 0,393 kvadratkilometer och ligger 696,4 meter över havet. Sjön avvattnas av vattendraget Jonassjöbrunnan.

## Delavrinningsområde
Jonassjön ingår i det delavrinningsområde (685835-131816) som SMHI kallar för Mynnar i Dalälvens vattendragsyta. Medelhöjden är 696 meter över havet och ytan är 10,67 kvadratkilometer. Räknas de 3 avrinningsområdena uppströms in blir den ackumulerade arean 23,51 kvadratkilometer. Jonassjöbrunnan som avvattnar avrinningsområdet har biflödesordning 2, vilket innebär att vattnet flödar genom totalt 2 vattendrag innan det når havet efter 503 kilometer. Avrinningsområdet består mestadels av skog (67 procent) och sankmarker (27 procent). Avrinningsområdet har 0,49 kvadratkilometer vattenytor vilket ger det en sjöprocent på 4,6 procent.